# Cheikh Bamba Dièye
Pour les articles homonymes, voir Bamba et Dièye.
 (janvier 2012).
Cheikh Bamba Dieye, de son vrai nom Cheikh Abiboulaye Dieye, est un homme politique sénégalais, maire de la ville de Saint-Louis, candidat malheureux à l’élection présidentielle sénégalaise de 2012. Cheikh Bamba Dièye est membre du Front pour le socialisme et la démocratie/Benno Jubël (FSD/BJ). Il est ministre dans le gouvernement Mbaye.

## Vie, études et carrières professionnelles
Cheikh Bamba Dieye est né le 12 novembre 1965 à Santhiaba, un quartier de Saint-Louis (Sénégal). Il est marié et père de quatre filles. Son père est Cheikh Abdoulaye Dièye, ancien leader du FSD/BJ.
Il a fait ses études secondaires au lycée technique André Peytavin de Saint-Louis. Il obtient en 1987 le baccalauréat au collège Saint-Michel de Dakar. Cinq ans plus tard il devient ingénieur à l’École nationale des travaux publics d’Alger, spécialiste des questions de transports.
Cheikh Bamba Dièye est membre fondateur du Front pour le socialisme et la démocratie/Benno Jubël (FSD/BJ). Il a été élu conseiller régional en 1996 à la suite des élections locales auxquelles le FSD/BJ prenait part pour la première fois. De 1996 à 2002, date du décès accidentel de son père, ancien secrétaire général, il a occupé le poste de porte-parole de cette formation politique. Il est ensuite investi par le congrès du parti à l’Ecole Nationale de Développement Sanitaire et Social (ENDSS) le 9 juin 2002.
Il a été élu député aux législatives de 2007, puis maire de Saint-Louis aux locales de 2009 sur la liste de Benno Siggil Sénégal, alliance politique devenu cadre de concertation dont il est membre-fondateur.

## Parcours politique
Cheikh Bamba Diéye est conseiller régional à Saint-Louis de 1995 à 2001, avant d’être élu à la tête du FSD/BJ en 2002. En 2007 il a été élu député à l’Assemblée nationale du Sénégal, poste qu'il a quitté après sa nomination comme ministre le 4 avril 2012. 
Il est maire de la ville de Saint-Louis de 2009 à 2014. Son successeur est Mansour Faye.

### Élection présidentielle 2012
Candidat malheureux à l'élection présidentielle du 26 février 2012, il fut un des soutiens du candidat élu M. Macky Sall dans le cadre du Benno Bok Yakkar. Il obtient 1,93 % des suffrages exprimés.
À l’issue de ces élections, il intègre le gouvernement d'Abdoul Mbaye en tant que ministre de l'Aménagement du territoire et des Collectivités locales. À la suite du remaniement du 29 octobre 2012, il est nommé ministre de la Communication, des Télécommunications et de l'Économie numérique.